# Concinnia spinosa
Concinnia spinosa is een hagedis uit de familie skinken (Scincidae).

## Naam en indeling
De hagedis werd voor het eerst ontdekt in 1992 en de wetenschappelijke naam van de soort werd voor het eerst voorgesteld door Jeanette Covacevich, Patrick J. Couper en Craig James in 1993. Het was lange tijd de enige soort uit het monotypische geslacht Nangura, maar wordt tegenwoordig tot het geslacht Concinnia gerekend.
De voormalige geslachtsnaam Nangura is afgeleid van Nangur State Forest, het gebied waar de soort voorkomt. De soortaanduiding spinosa betekent vrij vertaald 'gestekeld' en slaat op de puntige schubben aan de rugzijde.

## Uiterlijke kenmerken
De hagedis bereikt een lichaamslengte van gemiddeld 9,5 centimeter exclusief de staart. De staart is iets langer dan het lichaam en de totale lichaamslengte kan oplopen tot 19 cm. De lichaamskleur is lichtbruin tot donkerbruin met donkere vlekken aan de flanken en donkere dwarsbanden op de rug.
De soort valt op door de zeer sterk gekielde, zaagtandachtige schubben op de rug. Deze zijn in rijen gelegen en het geheel lijkt sterk op de huid van krokodilachtigen. Op de staart worden de schubben meer puntig van vorm. Zelfs de buikschubben zijn voorzien van kleine kieltjes hoewel deze niet zo hoog zijn als die aan de bovenzijde. De schubben aan de kop zijn enigszins bultachtig maar niet gekield.
De oogleden zijn beweeglijk en hebben geen doorzichtig venster zoals bij andere skinken voorkomt. De gehooropeningen zijn vrij groot en hebben geen lobachtige schubben. De pariëtaalschubben liggen relatief ver van elkaar af. De frontopariëtaalschub is gespleten en bestaat uit twee delen.

## Verspreiding en habitat
Concinnia spinosa komt voor in delen van Australië en leeft endemisch in de staat staat Queensland. De soort is aangetroffen in twee geïsoleerde locaties in een bos nabij de plaats Murgon.
De habitat bestaat uit dichtbegroeide vegetatietypen zoals bossen of dichte struiken. De ondergrond kan bestaan uit basaltgesteenten of klei. Ook in sterk door mensen aangepaste omgevingen het dier aangetroffen, zoals plantages, maar altijd dicht in de buurt van populaties in natuurlijke gebieden. Het totale areaal beslaat een geschatte oppervlakte van ongeveer 350 vierkante kilometer. Het exacte verspreidingsgebied, waar de hagedis daadwerkelijk is aangetroffen, is slecht vier km2. De hagedis leeft op een hoogte van ongeveer 170 tot 640 meter boven zeeniveau.
Door de internationale natuurbeschermingsorganisatie IUCN is de beschermingsstatus 'bedreigd' toegewezen (Endangered of EN).
Bedreigingen van de hagedis zijn onder andere de aantasting van de natuurlijke habitat, illegale vangst van de dieren voor de handel in exotische dieren en de introductie van invasieve soorten zoals ratten en katten die zowel de hagedissen als hun jongen opeten. Daarnaast hebben bosbranden en overwoekering van onkruiden een negatieve invloed op de populaties.

## Levenswijze
Concinnia spinosa is levendbarend, er worden geen eieren afgezet maar de jongen komen levend ter wereld. De kleine skinkjes wegen ongeveer anderhalve gram, eenmaal volwassen kunnen ze tot dertig gram wegen. Opmerkelijk is dat de vrouwtjes een vorm van broedzorg kennen. De jongen blijven lange tijd -tot negen maanden- bij haar in het nest wonen. De jongen rusten al die tijd naast of zelfs bovenop hun moeder tot ze uiteindelijk hun eigen gang gaan.
De hagedis graaft holen in de grond, onder stenen of openingen tussen boomwortels, bij voorkeur op hellingen en niet op vlakke delen van het terrein. Het hol kan tot 60 centimeter lang zijn en eindigt in een kamertje waar het dier schuilt. De ingang van het hol wordt als zonplaats gebruikt, tijdens het zonnebaden wordt de voorzijde van het lichaam buiten de ingang gestoken. Concinnia spinosa kan zich lange tijd in het hol kan ophouden en komt maar zelden tevoorschijn om te jagen.
Op het menu staan kleine ongewervelden zoals spinnen en kevers. Gezien de nachtactieve levenswijze van veel van de gegeten prooidieren, is Concinnia spinosa zelf waarschijnlijk ook regelmatig in de nacht actief op zoek naar voedsel.